# Isopterygium combae
Isopterygium combae är en bladmossart som beskrevs av Bescherelle 1880. Isopterygium combae ingår i släktet Isopterygium och familjen Hypnaceae. Inga underarter finns listade i Catalogue of Life.